# Phanerotoma hendecasisella
Phanerotoma hendecasisella är en stekelart som beskrevs av Cameron 1905. Phanerotoma hendecasisella ingår i släktet Phanerotoma och familjen bracksteklar. Inga underarter finns listade i Catalogue of Life.